# Ministère de l'Éducation nationale (Algérie)
Pour les autres articles nationaux ou selon les autres juridictions, voir Ministère de l'Éducation.
Le ministère de l'Éducation nationale (arabe : وزارة التربية الوطنية) est un ministère de l'Algérie. Son siège est basé à El Mouradia, Wilaya d'Alger.

## Liste des ministres
| Début             | Fin               | Ministre                 | Gouvernement |
| ----------------- | ----------------- | ------------------------ | --- |
| 27 septembre 1962 | 18 septembre 1963 | Abderrahmane Benhamida   | Gouvernement Ben Bella I |
| 2 décembre 1964   | 10 juillet 1965   | Cherif Belkacem          | Gouvernement Ben Bella III Gouvernement Boumédiène I |
| 10 juillet 1965   | 21 juillet 1970   | Ahmed Taleb Ibrahimi     | Gouvernement Boumédiène II |
| 21 juillet 1970   | 23 avril 1977     | Abdelkrim Benmahmoud     | Gouvernement Boumédiène III |
| 23 avril 1977     | 8 mars 1979       | Mostefa Lacheraf         | Gouvernement Boumédiène IV |
| 8 mars 1979       | 18 février 1986   | Mohamed Cherif Kherroubi | Gouvernement Abdelghani I Gouvernement Abdelghani II Gouvernement Abdelghani III Gouvernement Brahimi I |
| 18 février 1986   | 17 novembre 1987  | Z'hour Ounissi           | Gouvernement Brahimi II |
| 17 novembre 1987  | 9 novembre 1988   | Mostéfa Benamar          | Gouvernement Brahimi II |
| 9 novembre 1988   | 9 septembre 1989  | Slimane Cheikh           | Gouvernement Merbah |
| 9 septembre 1989  | 25 juillet 1990   | Mohamed El Mili Brahimi  | Gouvernement Hamrouche |
| 25 juillet 1990   | 19 juillet 1992   | Ali Benmohamed           | Gouvernement Hamrouche Gouvernement Ghozali I Gouvernement Ghozali II |
| 8 juillet 1992    | 11 avril 1994     | Ahmed Djebbar            | Gouvernement Abdesslam Gouvernement Malek |
| 15 avril 1994     | 31 décembre 1995  | Amar Sakhri              | Gouvernement Sifi I Gouvernement Sifi II |
| 31 décembre 1995  | 10 juin 1997      | Slimane Cheikh           | Gouvernement Ouyahia I |
| 24 juin 1997      | 3 septembre 2012  | Aboubakr Benbouzid       | Gouvernement Ouyahia II Gouvernement Hamdani Gouvernement Benbitour Gouvernement Benflis I Gouvernement Benflis II Gouvernement Benflis III Gouvernement Ouyahia III Gouvernement Ouyahia IV Gouvernement Ouyahia V Gouvernement Belkhadem I Gouvernement Belkhadem II Gouvernement Ouyahia VI Gouvernement Ouyahia VII Gouvernement Ouyahia VIII Gouvernement Ouyahia IX |
| 3 septembre 2012  | 5 mai 2014        | Abdelatif Baba Ahmed     | Gouvernement Abdelmalek Sellal (1) Gouvernement Abdelmalek Sellal (2) |
| 5 mai 2014        | 1er avril 2019    | Nouria Benghabrit        | Gouvernement Abdelmalek Sellal (3) Gouvernement Abdelmalek Sellal (4) Gouvernement Abdelmadjid Tebboune Gouvernement Ahmed Ouyahia (10) |
| 1er avril 2019    | 4 janvier 2020    | Abdelhakim Belabed       | Gouvernement Bedoui |
| 4 janvier 2020    | 7 juillet 2021    | Mohamed Oujaout          | Gouvernement Djerad I, II et III |
| 7 juillet 2021    | 18 novembre 2024  | Abdelhakim Belabed       | Benabderrahmane/Larbaoui |
| 18 novembre 2024  | en fonction       | Mohamed Seghir Saâdaoui  | Larbaoui II |